# Città di Perth
La città di Perth è una delle 29 Local Government Areas che si trovano nell'area metropolitana di Perth, in Australia Occidentale. Essa si estende su di una superficie di 13 chilometri quadrati ed ha una popolazione di 13.487 abitanti.
Si tratta della parte più centrale di quella che è l'area metropolitana di Perth.

## Amministrazione

### Sobborghi
- Perth*
- Crawley*
- East Perth*
- Nedlands**
- Northbridge
- Subiaco**
- West Perth*

### Gemellaggi
- Kagoshima, dal 1974
- Houston, dal 1984
- Rodi, dal 1984
- Castelrosso, dal 1984
- San Diego, dal 1987
- Vasto, dal 1989
- Nanchino, dal 1998
- Taipei, dal 1999